# 2-Pirolidon
2-Pirolidon (butyrolaktam) – cykliczny organiczny związek chemiczny z grupy laktamów. Jest to laktam kwasu γ-aminobutanowego.